# Scott Forbes
Scott Donelley Forbes (Freeport, 23 giugno 1975) è un ex cestista bahamense.

## Carriera
Con le Bahamas ha disputato i Campionati americani del 1995.